# Maharashtra Open 2020
Il Maharashtra Open 2020 è un torneo di tennis giocato sul cemento. È la 25ª edizione del torneo che ha fatto parte dell'ATP Tour 250 nell'ambito dell'ATP Tour 2020. Si gioca nel Mhalunge Balewadi Tennis Complex di Pune, in India, dal 3 al 9 febbraio 2020.

## Partecipanti

### Singolare

#### Teste di serie
| Nazionalità   | Giocatore         | Ranking | Testa di serie* |
| ------------- | ----------------- | ------- | --------------- |
| Francia       | Benoît Paire      | 21      | 1               |
| Lituania      | Ričardas Berankis | 69      | 2               |
| Italia        | Stefano Travaglia | 74      | 3               |
| Corea del Sud | Kwon Soon-woo     | 87      | 4               |
| Giappone      | Yūichi Sugita     | 91      | 5               |
| Australia     | James Duckworth   | 94      | 6               |
| Italia        | Salvatore Caruso  | 95      | 7               |
| Bielorussia   | Jahor Herasimaŭ   | 98      | 8               |

* Ranking al 20 gennaio 2020.

#### Altri partecipanti
I seguenti giocatori hanno ricevuto una wildcard per il tabellone principale:
- Arjun Kadhe
- Sasikumar Mukund
- Ramkumar Ramanathan

I seguenti giocatori hanno ricevuto un ingresso nel main draw grazie al ranking protetto:
- Cedrik-Marcel Stebe

I seguenti giocatori sono passati dalle qualificazioni:

- Roberto Marcora
- Nikola Milojević
- Lukáš Rosol
- Viktor Troicki

#### Ritiri
Prima del torneo
- Philipp Kohlschreiber → sostituito da  Il'ja Ivaška
- Kamil Majchrzak → sostituito da  Prajnesh Gunneswaran

## Partecipanti al doppio

### Teste di serie
| Nazione       | Giocatore        | Nazione       | Giovatore         | Ranking* | Testa di serie |
| ------------- | ---------------- | ------------- | ----------------- | -------- | -------------- |
| Paesi Bassi   | Robin Haase      | Svezia        | Robert Lindstedt  | 107      | 1              |
| India         | Divij Sharan     | Nuova Zelanda | Artem Sitak       | 115      | 2              |
| Israele       | Jonathan Erlich  | Bielorussia   | Andrėj Vasileŭski | 143      | 3              |
| Taipei cinese | Hsieh Cheng-peng | Ucraina       | Denys Molčanov    | 152      | 4              |

* Ranking aggiornato al 20 gennaio 2020.

### Altri partecipanti
Le seguenti coppie hanno ricevuto una wildcard per il tabellone principale:
- Matthew Ebden /  Leander Paes
- Rohan Bopanna /  Arjun Kadhe

Le seguenti coppie sono passate dalle qualificazioni:
- Peter Gojowczyk /  Cedrik-Marcel Stebe

## Campioni

### Singolare
Jiří Veselý ha battuto in finale  Jahor Herasimaŭ con il punteggio di 7–6(2), 5-7, 6-3.
- È il secondo titolo in carriera per Veselý, il primo della stagione.

### Doppio
André Göransson /  Christopher Rungkat hanno battuto in finale  Jonathan Erlich /  Andrėj Vasileŭski con il punteggio di 6-2, 3-6, [10-8].